# XXXIVe congrès du Parti communiste français
Le XXXIVe congrès du PCF s'est tenu à La Défense, du 11 au 14 décembre 2008.

## Enjeux
Après le résultat médiocre réalisé par le PCF à l'élection présidentielle française de 2007, le 34e congrès s'ouvre dans une ambiance tendue. Des rumeurs de scission circulent même après l'annonce faite par le courant « refondateur » du PCF de son boycott du congrès, rumeurs renforcées après la démission de Robert Hue du Conseil National et l'annonce par lui-même et ses partisans de la fondation du NEP (Nouvel espace progressiste).
Les deux enjeux de ce congrès sont donc le maintien du PCF en tant que parti politique et la reconduction de l'ancienne direction.

## Préparation du congrès

### Les textes
Préalablement au congrès lui-même, trois textes avaient été soumis aux votes des militants communistes afin de déterminer la « base commune » de débat - conformément aux statuts adoptés lors du XXXIe congrès.
En plus du texte proposé par la direction et adopté par le Conseil National du PCF, deux textes alternatifs étaient soumis au vote :
- le texte alternatif 1 intitulé « Renforcer le PCF, renouer avec le marxisme » présenté par le groupe marxiste La Riposte ;
- le texte alternatif 2 intitulé « Faire vivre et renforcer le PCF, une exigence de notre temps », signé par plus de 800 militants du PCF et présenté par plusieurs Fédérations et sections du PCF.

### Les votes
| Texte                                                                               | Résultat | Résultat |
| Texte                                                                               | Voix     | %        |
| ----------------------------------------------------------------------------------- | -------- | -------- |
| « Vouloir un monde nouveau, le construire au quotidien » Texte du Conseil national  | 21 967   | 60,90 %  |
| « Faire vivre et renforcer le PCF, une exigence de notre temps » Texte alternatif 2 | 8 663    | 24,02 %  |
| « Renforcer le PCF, renouer avec le marxisme » Texte alternatif 1                   | 5 428    | 15,05 %  |
|                                                                                     |          |          |
| Inscrits                                                                            | 78 779   | -        |
| Votants                                                                             | 39 739   | 50,44 %  |
| Blancs ou nuls                                                                      | 3 671    | 9,24 %   |
| Suffrages exprimés                                                                  | 36 068   | 90,76 %  |

## Déroulement du congrès
L'élection des instances du PCF est l'une des plus contestées dans l'histoire du parti. En effet, face à la liste « officielle » présentée par Marie-Georges Buffet, trois listes « alternatives » sont aussi en lice.
Résultat de l'élection du Conseil national :
- Liste « officielle » présentée par Marie-Georges Buffet : 67,72 % des voix (178 élus)
- Liste « alternative » présentée par Marie-Pierre Vieu, les « huistes » et les « refondateurs » : 16,38 % des voix (29 élus)
- Liste « alternative » présentée par André Gerin et les « orthodoxes » : 10,26 % (17 élus)
- Liste « alternative » présentée par Nicolas Marchand et les « novateurs » : 5,62 % (9 élus)

## Membres de la direction
Le Conseil national désigne les 32 membres du Comité exécutif national (CEN) chargé de l'animation politique du parti :
- Secrétaire nationale : Marie-Georges Buffet
- Coordinateur national : Pierre Laurent
- Président du Conseil national : François Auguste
- Porte-paroles : Olivier Dartigolles et Patrice Bessac
- Membres du Comité : Lydie Benoist, Bernard Calabuig, Jacques Chabalier, Laurence Cohen, Jean-Marc Coppola, Éric Corbeaux, Yves Dicomili, Brigitte Dionnet, Jacques Fath, Simone Fayaud, Martine Gayraud, Frédérick Genévée, Jean-Luc Gibelin, Michèle Guzman, Fabienne Haloui, Robert Injey, Nadhia Kacel, Jean-Louis Le Moing, Danièle Lebail, Isabelle Lorand, Annie Maze, Christine Mendelsohn, Jean-Charles Nègre, Alain Obadia, Francis Parny, Catherine Peyge, Fabienne Pourre et Marie-Pierre Vieu.